# Wafaâ Abd-al-Razzaq
Wafaâ Abd-al-Razzaq (en arabe : وفاء عبد الرزاق), née en 1952 à Bassora en Irak, est une poète et romancière irakienne. Elle réside actuellement à Londres. Elle est aussi l'émissaire de l'association culturelle des enfants orphelins irakiens, basée à Londres, la Directrice exécutive du festival international du Phœnix d'Or et responsable de ses activités extérieures, et la Directrice exécutive et responsable des relations extérieures à la fondation indépendante d'Ur pour la culture libre, Irak. Wafaa Abed Al Razzaq est aussi candidate au poste d'ambassadrice pour les bonnes intentions sur proposition d'organisations civiles et non gouvernementales et d'élites d'intellectuels et créateurs engagés à défendre les bonnes causes humanitaire et culturelles.

### Poésie

#### enarabe littéral
Sept recueils de poésie:
1. Ce soir ne me reconnait pas, éd. Al-Intichar, Liban 1999
2. Quand la clef est aveugle, éd. Al-Intichar, Liban 1999
3. Aux miroirs un soleil aux franges humides, éd. Al-Kindi, Jordanie 2000
4. Une Fenêtre fuyant les murs de la maison, éd. Babel, Irak, 2006
5. Mémoires de l'enfant de la guerre, éd. No'man, Liban, 2008
6. Je me donne mon être et la carte (sous presse)
7. Histoire Mongole  (manuscrit)

##### Traduction de l'arabe
- des "Mémoires de l'enfant de la guerre" vers le français, réalisée par Hédia DRIDI, corévisée par Josyane de Jesus-Bergey et Mohamed Rafrafi et éditée avec le sous-titre: Ne volez pas ma voix, chez l’Harmattan, décembre 2008.
- vers l’anglais, par l’écrivain syrien Yousef Shughri, sous le titre: From The War Child's Dairy. (sous presse)

#### enarabe dialectal irakien
Recueils de poésie:
1. Psaumes du sud, éd. Moussaoui, Abou Dabi 1996
2. Moi et quelque pluie, éd. Al-Kindi, Jordanie 1999
3. Et elle a courbé le dos de la mer, éd. Al-Kindi, Jordanie 1999
4. Pincement de cœur (sous presse)
5. Bateau en dérive (sous presse)
6. Le chagrin de Jouri (sous presse)
7. Mélodie des papillons (sous presse)
8. Des flûtes ayant mon apparence (sous presse)
9. Abdallah est une plante illisible dans le champ d'Allah (manuscrit)

Discographie:
Six CD de poésie en dialecte arabe irakien, lue et accompagnée de musique.
Plusieurs poèmes de Wafaa Abed Al Razzaq sont publiés dans des magazines et des journaux arabes, dont certains ont été traduits en français, en anglais, en italien, en espagnol, en turc et en persan.

### Récits

#### Recueils de nouvelles
1. Alors, la nuit se porte bien? éd. Al-Kindi, Jordanie 2000
2. Quelques-unes de ses nuits (sous presse)
3. Femme revêtue de chair (sous presse)
4. Zone franche de frisson (sous presse)
5. Création en trio, poético-plastico-romanesque, avec la romancière Soad Al Djazairi[2] et la plasticienne Afifa Louaibi (en projet)

#### Romans
- Détails d'aucune aide pour la mémoire éd. Al-Kindi, Jordanie 2000 (roman poétique)
- Une maison dans la ville de l'attente éd. Al-Kindi, Jordanie 2001
- L'ultime folie, le vide délire (sous presse)
- Le ciel retourne aux siens (sous presse)

## Récompenses
- Prix du Mitropolite Nicholaous No'man des vertus humaines, pour le manuscrit intitulé: Mémoires de l'enfant de la guerre, 2008
- Le Phœnix (Anqa[1]) d'or, médaille de création littéraire, au festival international du Phœnix d'Or, 2008
- Médaille du Palmier Blanc[3], Irak 2008

## Contributions
Cofondatrice de 
- La Galerie du Palmier Blanc et de la Chambre du Palmier Blanc pour la protection et la réinsertion des enfants des rues en Irak

Adhésions:
- Membre de l'Union des écrivains irakiens, Irak
- Membre du Forum d'écrivains exilés - Londres
- Membre administratif du Forum irakien, ex-chef du comité culturel/ Londres
- Rédacteur au journal irakien AL Muntada – Londres
- Membre du haut comité administratif du festival arabe culturel d'«Arrar» en Jordanie.
- Membre du haut comité administratif du festival international cinématographique d'al-hurabban  pour les courts- métrages.
- Membre fondateur de l'association du Messager de l'Espoir, Londres

- Membre du Mouvement des Poètes à Travers le Monde (Poetas del Mundo), Chili.
- Membre de l'Union Ecrivains Arabes de l'internet[4]
- Membre du Forum des nouvellistes syriens, la Syrie

... En plus à d'autres associations et organismes, Wafaa Abed Al Razzaq avait également participé à plusieurs festivals de poésie dans le monde arabe et en Europe.